# Carlos Santos Motta
Carlos Santos Motta (25 de febrero de 1955) es un deportista brasileño que compitió en judo. Ganó una medalla de plata en los Juegos Panamericanos de 1975, y una medalla de plata en el Campeonato Panamericano de Judo de 1976.

## Palmarés internacional
| Juegos Panamericanos    | Juegos Panamericanos      | Juegos Panamericanos | Juegos Panamericanos |
| Año                     | Lugar                     | Medalla              | Categoría            |
| ----------------------- | ------------------------- | -------------------- | -------------------- |
| 1975                    | Ciudad de México (México) | Medalla de plata     | –80 kg               |
| Campeonato Panamericano |                           |                      |                      |
| Año                     | Lugar                     | Medalla              | Categoría            |
| 1976                    | Maracaibo (Venezuela)     | Medalla de plata     | –80 kg               |